# 樂善堂梁黃蕙芳紀念學校
樂善堂梁黃蕙芳紀念學校（英語：Lok Sin Tong Leung Wong Wai Fong Memorial School，簡稱梁校），位於屯門第7及第8區山景邨，原址是楊小坑村的農地，是一間津貼的全日制男女小學，教學語言以中文為主（英文科除外）由九龍樂善堂營辦。

## 歷史
樂善堂梁黃蕙芳紀念學校於1983年創校。

## 歷屆行政人員

### 校監
- 王仲銘 先生
- 楊佐鏗 先生[1]

### 校長

#### 上午校
- 潘榮祥 先生（1983年-？，創校校長）[2]
- 羅銘聲 先生[1]（原下午校校長）

#### 下午校
- 羅銘聲 先生（1983年-？，創校校長，後調至上午校）
- 張美玲 女士[1]

#### 全日
- 伍家珍 女士（？-2017年）
- 許敏詩 女士（2017年起，現任校長）

## 校訓
為九龍樂善堂屬校通用之「仁愛勤誠」。
該校校訓簡釋為：
1. 仁愛成德，推己及人，大公無私，愛眾親仁。（是為「仁」和「愛」）
2. 學問之道，浩瀚無涯，努力不懈，方克有成。（是為「勤」）
3. 成己成物，立己立人，處世行事，誠之為貴。（是為「誠」）

## 老師
- 教師人數（核准編制內）：50
- 教師人數（核准編制外）：2
- 學歷（佔全校教師人數%）：
  - 認可教育文憑：100%
  - 學位：98%
  - 碩士、博士或以上：23%
  - 特殊教育培訓：32%
- 年資（佔全校教師人數%）：
  - 0-4年：24%
  - 5-9年：18%
  - 10年或以上：58%

## 學校特色

### 學校管理
學校管理架構：九龍樂善堂→法團校董會→校長→行政管理組→各功能組別→全體教師。

## 法團校董會／校董會：

### 教學策劃
- 學習和教學策略：
  - 按科目性質及學生全人發展需要調配課時，除正常授課外，還設早讀、導修及午膳後活動等。
  - 設有跨學科活動週、英語日營、節日活動、科技活動、參觀活動、教育營與義工服務等，讓學生體驗多元化的學習經歷。
  - 設跨學科課程，並配合電子無牆教室，安排學生走出校園，實踐全方位學習。
- 四個關鍵項目的發展：設早讀課及各項閱讀獎勵計劃、課餘閱讀延伸活動、世界閱讀日及參觀香港中央圖書館等。
  - 設IT尖子計劃；在各學科中加入培養學生資訊科技技能的元素；運用電子無牆教室，進行學習活動。
  - 全校推行跨學科專題研習。
  - 設成長課。
- 共通能力：
  - 透過合作學習、小組討論、匯報及跨學科專題研習等培養學生的共通能力。

### 學生支援
- 全校參與照顧學生個別差異
  - 按學生能力分班及進行課程調適，讓不同能力的學生得到照顧。
  - 設尖子活動、輔導和加強輔導教學計劃，讓學生鞏固所學。
- 課程剪裁及調適措施
  - 設英文尖子、數學尖子、IT尖子等組別、提供增潤活動及課程。
  - 加強輔導教學設功課調適及評估調適。

### 家校合作
- 家校合作：設家長教師會及校園通訊，強化家校溝通及協作。
- 校風：
  - 推行「啟發潛能教育」及「合作學習」，營造和洽愉快的學習環境。
  - 以「關愛、自律」為主題，培養學生的自律、關愛精神。
  - 透過公民教育活動，讓學生認識中華文化，加強學生對國民身份的認同。
  - 透過各項愛心服務計劃，培養互相關愛及服務社群的精神。

### 未來發展
- 學校發展計劃
  - 推行四個關鍵項目，促進學生學會學習。
  - 積極發展「啟發潛能教育」及「合作學習」，以促進其全人發展並培養學生兩文三語的能力。
- 教師發展及培訓
  - 參與香港教育學院主辨的「以小班教學技巧強化合作學習」先導計劃。

## 學校設施
為了讓學生在學習過程中能得到最佳的支援，學校不斷改良校舍各項設施。
- 課室數目：29
- 禮堂數目：1
- 操場數目：1
- 圖書館數目：1
- 特別室：12間（視藝室、活動室、電腦室、康樂室、書畫室、音樂室、中文室、英文室、數學室及遠程教室）
- 支援有特殊學習需要學生的設施：全方位輔導學習班，加強輔導教學，大哥哥大姐姐，成長的天空，言語治療，心理輔導及資優課程。
- 其他：為提高兒童的寫作興趣，設故事花園

## 課外活動

### 計劃
- IT尖子計劃

### 服務組別
幼童軍
小女童軍
交通安全隊
聖約翰救傷隊

### 運動組別
- 田徑
- 籃球
- 乒乓球
- 羽毛球
- 小型網球

### 興趣組別
- 爵士舞
- 書畫
- 書法
- 英文朗誦
- 合唱團
- 國術獅藝
- 校園小畫家
- 乒乓球
- 桌球
- 跆拳道

## 著名/傑出校友
- 張國鈞：香港行政會議官守成員、前中西區西環選區區議員、前香港立法會議員[註 1]前民建聯副主席、現任律政司副司長（1986年畢業）
- 馬景華：香港男節目主持（2007年畢業）